# Інтерференційний фільтр

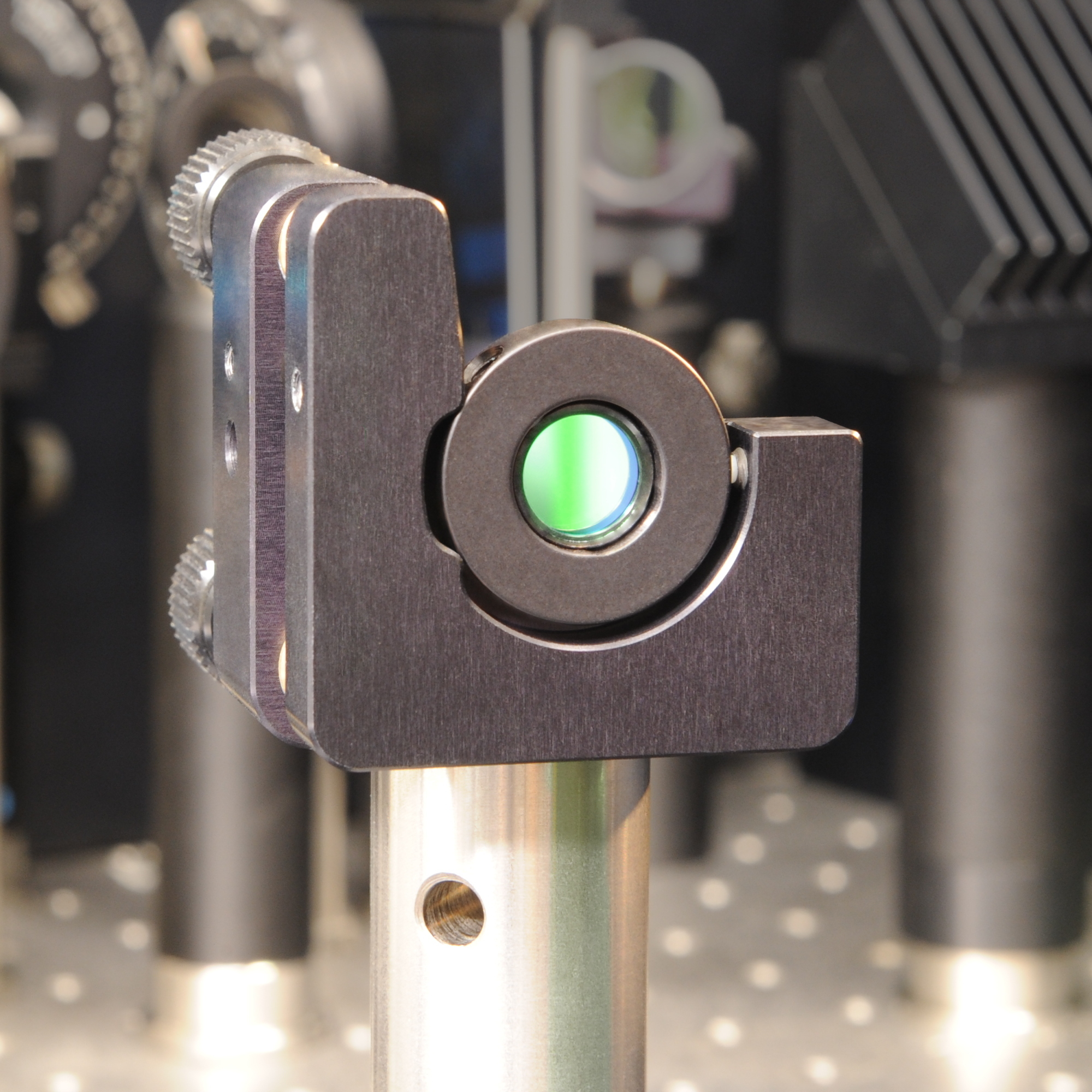
Смуговий інтерференційний фільтр для лазерних експериментів

Інтерференційний або дихроїчний фільтр — це оптичний фільтр, який відображає одну або кілька спектральних смуг або ліній і пропускає інші, зберігаючи при цьому майже нульовий коефіцієнт поглинання для всіх довжин хвиль, що становлять інтерес. Інтерференційний фільтр може бути високочастотним, низькочастотним, смуговим або смугопригнічуючим.
Інтерференційний фільтр складається з кількох тонких шарів діелектричного матеріалу з різними показниками заломлення. Також можуть бути металеві шари. У найширшому значенні інтерференційні фільтри включають також еталони, які можуть бути реалізовані як регульовані інтерференційні фільтри. Інтерференційні фільтри є селективними за довжиною хвилі завдяки ефектам інтерференції, які виникають між падаючою та відбитою хвилями на границях тонких плівок. Важливою характеристикою фільтра є форма вихідного сигналу. Вважається, що найкращою формою є прямокутник.

## Додаткові джерела
- Federal Standard 1037C. General Services Administration. Archived from the original on 2022-01-22.
- M. Bass, Handbook of Optics (2nd ed.) pp. 42.89-42.90 (1995)